# Мэркулеску, Адела
Адела Мэркулеску (21 декабря 1938, Аюд) — румынская актриса театра и кино. Почётный гражданин Бухареста.

## Биография
В 1959 году после окончания Бухарестского института театрального и кинематографического искусства (ныне Национальный университет театра и кино «И. Л. Караджале»), оставлена на работу преподавателем.
В настоящее время — актриса Национального театра в Бухаресте. За творческую карьеру сыграла целый ряд ролей в пьесах румынских и зарубежных авторов (Софокл и Еврипид, Гёте, Т. Уильямс, Чехов, Д. Замфиреску, К. Петреску, Б. Слэйд, К. Асимакопулос, Д. Килти, А. Миллер и другие).
Снимается в кино с 1965 года

## Избранная фильмография
- 1965 — Праздники любви / Les Fêtes galantes
- 1967 — Семь мальчиков и маленькая девочка
- 1968—1969 — Битва за Рим —Аспа
- 1980 — Янку Жиану-сборщик налогов
- 1981 — Алло, бабушка прилетает! /Alo, aterizează străbunica! — Джульета Ионеску
- 1983 — Операция «Зузук» /Acțiunea «Zuzuc» — Лолита
- 1984 — Галакс / Galax, omul păpușă — мать
- 1999 — Враг моего врага / Diplomatic Siege

Член-учредитель Греческого союза Румынии, почётный член культурного фонда «Лучиан Блага».

## Награды
- Офицер ордена «За заслуги перед культурой»[рум.] в категории D «Исполнительское искусство» (2004, Румыния)[2]
- Почётный гражданин Бухареста (2001).